# Коррин, Эмма
Эмма-Луиза Коррин (англ. Emma-Louise Corrin; род. 13 декабря 1995, Ройал-Танбридж-Уэлс, Кент, Великобритания) — английская актриса, известная в первую очередь благодаря роли леди Дианы в 4-м сезоне телесериала «Корона», которая принесла ей ряд наград.

## Биография
Эмма-Луиза Коррин родилась 13 декабря 1995 года в Ройал-Танбридж-Уэлс в графстве Кент. Её отец Крис Коррин — бизнесмен, а мать Джульетт Коррин — логопед, родом из Южной Африки. У неё есть два младших брата, Ричард и Джонти. Её семья живёт в Силе в Кенте, недалеко от Севенокса.
Коррин посещала римско-католическую школу-интернат для девочек Уолдингхем (Woldingham School) в Суррее, где у неё развился интерес к актёрскому мастерству и танцам. Она прервала учёбу там на год для того, чтобы пройти шекспировский курс в Лондонской академии музыкального и драматического искусства, а затем поработать учителем-волонтёром в школе в Найсне в Южной Африке. Она изучала драматическое искусство в Бристольском университете, но затем продолжила изучать педагогику, английский язык, драму и искусство в колледже Святого Иоанна в Кембридже с 2015 по 2018 год.
Коррин дебютировала в кино в исторической драме «Проступок». Позже она снималась в телесериалах «Гранчестер» и «Пенниуорт». В апреле 2019 года стало известно, что она получила роль леди Дианы в четвёртом сезоне телесериала «Корона». В СМИ называют сходство Коррин с леди Дианой поразительным. Актриса заявила, что «безумно счастлива присоединиться к сериалу». За свою роль Эмма Коррин получила премию «Премия «Золотой глобус» за лучшую женскую роль в телевизионном сериале — драма» и Премию «Выбор телевизионных критиков» в категории «Лучшая актриса в драматическом сериале», а также номинацию на награду Американской Гильдии киноактёров в вышеупомянутой категории. Кроме того, вместе с остальным актёрским составом сериала «Корона» актриса была удостоена награды Американской Гильдии киноактёров в категории «Лучший актёрский ансамбль в драматическом сериале».
В 2022 году Коррин сыграла роль первого плана в картине «Мой полицейский» и леди Чаттерлей в фильме «Любовник леди Чаттерлей» режиссёра Лор де Клермон-Тоннер, экранизации одноимённого романа Дэвида Лоуренса.

## Личная жизнь
В июле 2021 года Коррин заявила о своей квир-идентичности и добавила «she/they» (она/они) в качестве местоимений в своём аккаунте в Instagram, а в июле 2022 года заменила эти местоимения на «they/them» (они/их). Позже в интервью The New York Times Коррин рассказала, что является небинарной персоной. 

## Фильмография
| Год  |   | Русское название         | Оригинальное название            | Роль                                 |
| ---- | - | ------------------------ | -------------------------------- | ------------------------------------ |
| 2019 | с | Гранчестер               | Grantchester                     | Эстер Картер                         |
| 2019 | с | Пенниуорт                | Pennyworth                       | Эсме Виникус                         |
| 2020 | ф | Мисс Плохое поведение    | Misbehaviour                     | Джиллиан Джессап - Мисс Южная Африка |
| 2020 | с | Корона                   | The Crown                        | Принцесса Диана                      |
| 2022 | ф | Мой полицейский          | My Policeman                     | Молодая Марион                       |
| 2022 | ф | Любовник леди Чаттерлей  | Lady Chatterley's Lover          | Конни Рид                            |
| 2023 | с | Убийство на краю света   | A Murder at the End of the World | Дарби Харт                           |
| 2023 | ф | Траурное путешествие     | Good grief                       | Молодая артистка                     |
| 2024 | ф | Дэдпул и Росомаха        | Deadpool & Wolverine             | Кассандра Нова                       |
| 2024 | ф | Носферату                | Nosferatu                        | Анна Хардинг                         |
| 2025 | с | Черное зеркало           | Black Mirror                     | Дороти Чемберс                       |
| 2025 | ф | Сто ночей героя          | 100 Nights of Hero               | Геро                                 |
| 2025 | с | Гордость и предубеждение | Pride and Prejudice              | Элизабет Беннет                      |